# Delta Amacuro

Delta Amacuro läge i Venezuela

Delta Amacuro flagga

Delta Amacuro är en av Venezuelas 23 delstater (estados), belägen i den nordöstra delen av landet. Den har en yta på 40 200  km² och en befolkning på 152 700 invånare (2007). Huvudstad är Tucupita.

## Kommuner
Delstatens kommuner (municipios) med centralort inom parentes.
1. Antonio Díaz (Curiapo)
2. Casacoima (Sierra Imataca)
3. Pedernales (Pedernales)
4. Tucupita (Tucupita)